# 李汝弼
李汝弼（？年—？年），字說霖，行一，直隸省任邱縣人，咸豐九年己未科進士，歷官三品銜刑部郎中、記名御史、總理各國事務衙門行走。